# Ludwig XV.

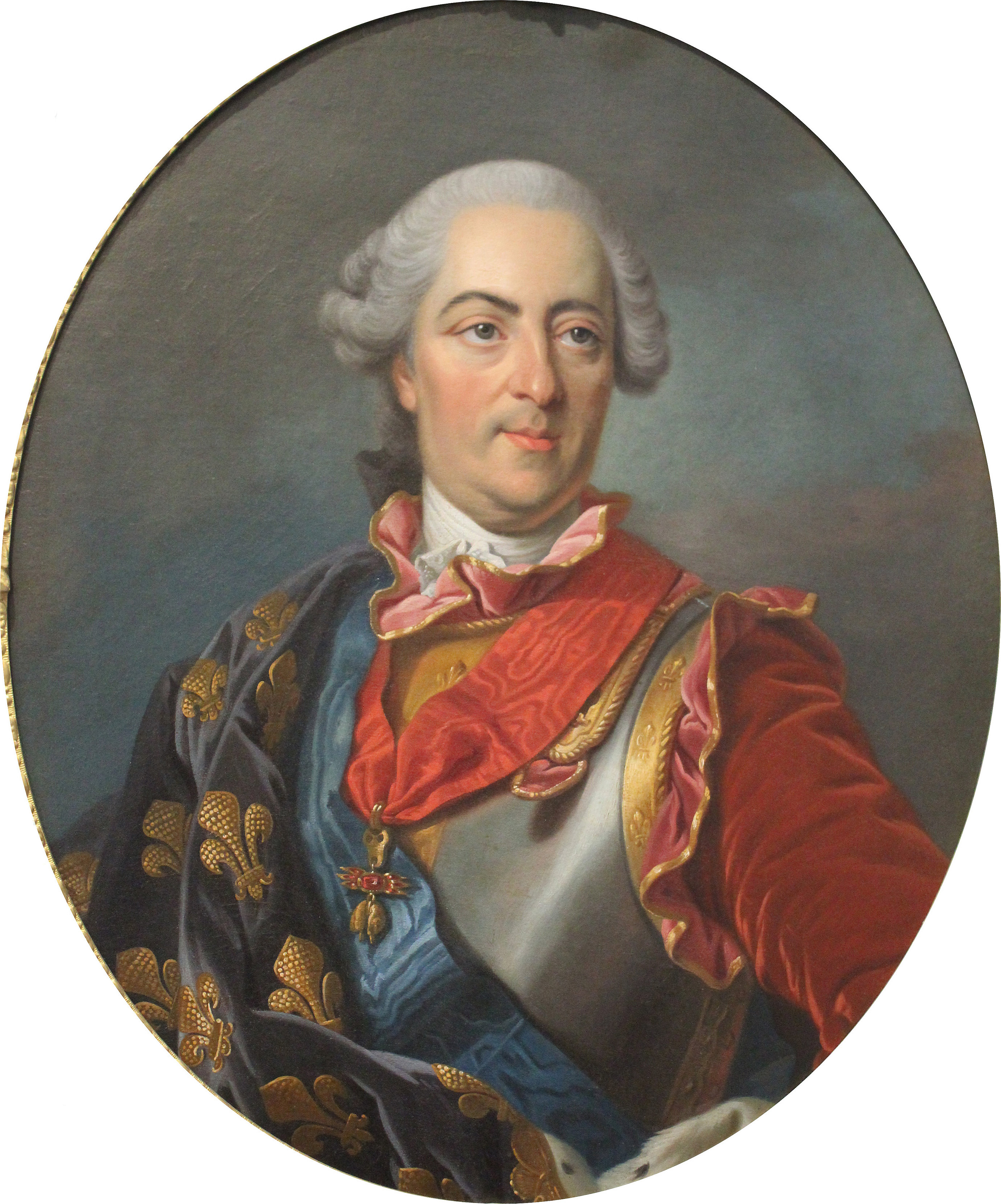
Ludwig XV. (Kopie eines Gemäldes aus der Werkstatt von van Loo von 1763). Ludwigs Unterschrift:

Ludwig XV., französisch Louis XV (* 15. Februar 1710 in Versailles; † 10. Mai 1774 ebenda), war von 1715 bis 1774 König von Frankreich und Navarra. Von 1710 bis 1715 war er Herzog von Anjou.
Vom Volk wurde er „der Vielgeliebte“ (französisch le Bien-Aimé) und später „der Ungeliebte“ (französisch le Mal-Aimé) genannt. Unter seiner Regierung wurde der jahrhundertealte Gegensatz zwischen Frankreich und Österreich beigelegt und die neue Allianz durch die Heirat Marie-Antoinettes, der Tochter Maria Theresias von Österreich, mit seinem Enkel, dem späteren Ludwig XVI., besiegelt. Bekannt ist seine Beziehung zu seiner Mätresse Marquise de Pompadour. Nach ihm ist die Stilepoche Louis-quinze benannt.

## Leben

### Erste Jahre

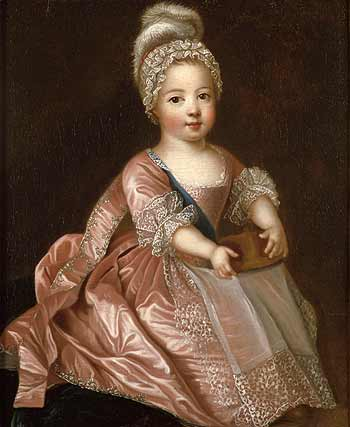
Ludwig als kleiner Dauphin

Ludwig wurde am 15. Februar 1710 als dritter Sohn des Ludwig von Burgund und seiner Gemahlin Maria Adelaide von Savoyen geboren. Er war der Enkel des Dauphin Ludwig von Frankreich und der Urenkel König Ludwigs XIV., der bis 1715 lebte. Sein Großvater Ludwig verstarb bereits im Jahr 1711, sodass sein Vater Ludwig Thronfolger wurde. Im darauffolgenden Jahr erkrankten aber beide Eltern und der einzige bis dahin überlebende ältere Bruder, Ludwig von der Bretagne, an Masern und verstarben kurz nacheinander. Ludwig überlebte die Krankheit. Durch den Tod seines Vaters und seines Bruders wurde er zum Thronfolger seines Urgroßvaters.
Die wichtigste Bezugsperson Ludwigs in seiner Kindheit war seine 1710 berufene Gouvernante, die Herzogin von Ventadour, die seine Ersatzmutter wurde. Madame de Ventadour war eine Freundin der Marquise von Maintenon, der letzten Mätresse und heimlichen morganatischen Gemahlin Ludwigs XIV., auf deren Anraten man den jungen Ludwig relativ liberal erziehen ließ. Ludwig lernte bereits in frühen Jahren schreiben und interessierte sich besonders für Geographie. Zu Beginn des Jahres 1715 ließ ihn sein Urgroßvater an ersten zeremoniellen Veranstaltungen des Hofes teilnehmen.

### Zeit der Regentschaft

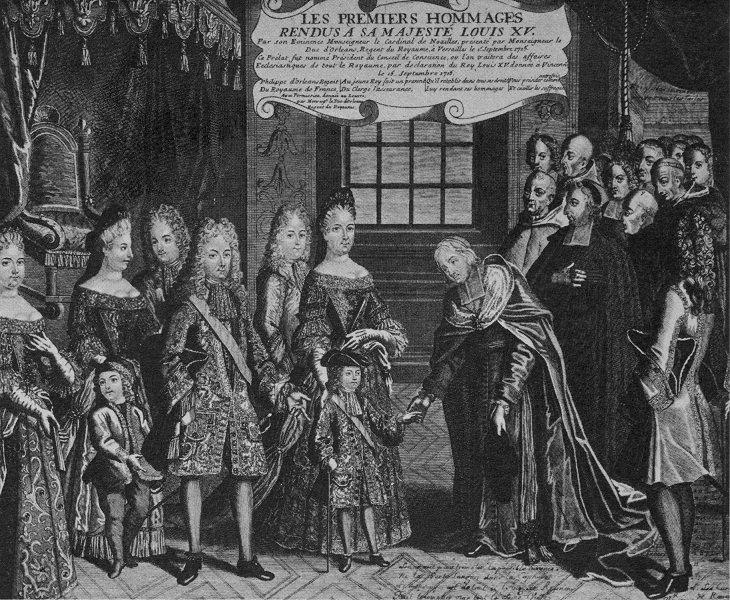
Der erst fünfjährige Ludwig empfängt die Huldigungen nach seiner Proklamation als König.

Ludwig XIV. starb am 1. September 1715 in Versailles. Die politische Regentschaft für den minderjährigen Ludwig XV. fiel gemäß Testament des alten Königs dessen Neffen, dem Herzog Philipp II. von Orléans zu. Ludwig XIV. hatte Philipp allerdings nur zum Vorsitzenden eines Regentschaftsrats gemacht und die persönliche Vormundschaft seinem außerehelichen Sohn Louis Auguste de Bourbon übertragen, dem Schwager des Regenten. Dieser sollte auch die Leibgarde kommandieren und dem Hofstaat des Kindkönigs vorstehen. Philipp von Orléans sicherte sich jedoch rasch die uneingeschränkte Regentschaft, indem er sich bereits am 2. September durch das Parlement de Paris die alleinige Auswahl der Mitglieder des Regentschaftsrats sowie das alleinige Oberkommando über die Streitkräfte zusichern ließ. Als Gegenleistung hob er die Einschränkungen des Remonstrationsrechts des Parlaments auf, die 1667 und 1673 durch Ludwig XIV. erfolgt waren.
Ab Dezember 1715 residierte der König in den Tuilerien in Paris; erst im Juni 1722 wurde die Residenz des Königs wieder nach Versailles verlegt. Mit Erreichung des Alters von sieben Jahren im Februar 1717 wurde Ludwig traditionsgemäß in die Obhut eines Gouverneurs gegeben. Zum Gouverneur wurde, entsprechend dem Testament Ludwigs XIV., der Herzog von Villeroy ernannt. Der Präzeptor des Königs wurde der frühere Bischof von Fréjus, Fleury. Ludwig hielt allerdings weiterhin Kontakt zur Herzogin von Ventadour. Der Herzog von Villeroy, der in erster Linie damit befasst war, den König in die zeremoniellen Angelegenheiten der Königsherrschaft einzuführen, entwickelte zu diesem nie eine engere Beziehung und wurde nach einem Konflikt mit dem Regenten 1722 ins Exil geschickt. Fleury leitete die weitere Ausbildung des Königs. Ludwig lernte Latein und Italienisch und wurde in religiösen Dingen umfassend unterwiesen. Besonderes Interesse entwickelte der König für die Naturwissenschaften, insbesondere Anatomie, Chirurgie, Astronomie und Geographie. Fleury gelang es, eine intensive persönliche Beziehung zum König aufzubauen, auf der sein späterer politischer Aufstieg fußte.
Die Periode der Herrschaft des Herzogs von Orléans und der währenddessen florierende Kunststil werden auch als Régence bezeichnet. Im Dezember 1715 wurden die Posten der Minister und Staatssekretäre durch Ratsgremien aus mehreren Personen ersetzt. Hierbei wurden im Gegensatz zur Herrschaft Ludwigs XIV. auch wieder Hof- und Hochadlige und Angehörige des Klerus in höhere Regierungspositionen berufen. Hierin wird ein „Entgegenkommen des Regenten gegenüber den sich nach dem Tode des „Sonnenkönigs“ manifestierenden Ansprüchen des Hochadels“ gesehen. Die Politik wurde vom Regenten allein bestimmt. Dieser stützte sich hierbei auf seine Berater, unter denen der Kardinal Guillaume Dubois an Bedeutung gewann. Dieser wurde im Jahre 1717 zum Staatssekretär für auswärtige Angelegenheiten und im Jahre 1722 zum Premierminister ernannt.
Innenpolitisch begegnete er den opponierenden Parlamenten im Jahre 1718 mit einer erneuten Einschränkung des Remonstrationsrechts. Die Schulden der Krone wurden bis zum Ende der Regentschaft von 2 Milliarden auf 1,5 Milliarden Livres reduziert. Hierbei bediente man sich neben der Abwertung der Währung durch Prägung von Münzen mit niedrigerem Edelmetallgehalt auch der Einrichtung eines Sondergerichtshofs, der die Rechtmäßigkeit der Vermögen von Schuldnern der Krone untersuchte. Zur Entlastung des Haushalts trug die 1716 gegründete Banque générale bei, die Kredite auf Papiergeldbasis vergab. Diese von dem Bankier John Law angeregte Maßnahme wurde im folgenden Jahr durch die Gründung der Compagnie d'Occident ergänzt, die der wirtschaftlichen Erschließung Louisianas dienen sollte. Die inzwischen in die Banque Royale (Königliche Bank) umgewandelte Generalbank ging im Jahr 1720 bankrott.
Außenpolitisch verbündete sich der Regent mit Großbritannien, den Niederlanden und Österreich zur „Quadrupelallianz“ und führte 1717–1720 den Krieg der Quadrupelallianz gegen das bourbonische Spanien. Gegen diese Allianz intrigierte die „spanische Partei“ am Hofe, allen voran die Herzogin von Maine und ihr Mann, der Vormund des Königs. Um seine Kritiker zu entmachten, hielt Philippe am 26. August 1718 ein Throngericht ab, durch das dem Herzog von Maine die persönliche Vormundschaft über Ludwig XV. und die Leitung des königlichen Haushalts entzogen sowie seine Anerkennung als Prinz von Geblüt für ungültig erklärt wurde. Daraufhin zettelte der spanische Botschafter Fürst von Cellamare mit Unterstützung der Herzogin von Maine die sogenannte Verschwörung von Cellamare gegen den Regenten an, um diesen abzusetzen. Aber der Minister Dubois erfuhr im Dezember 1718 rechtzeitig von der Verschwörung und zerschlug sie umgehend; 1500 Personen wurden verhaftet.

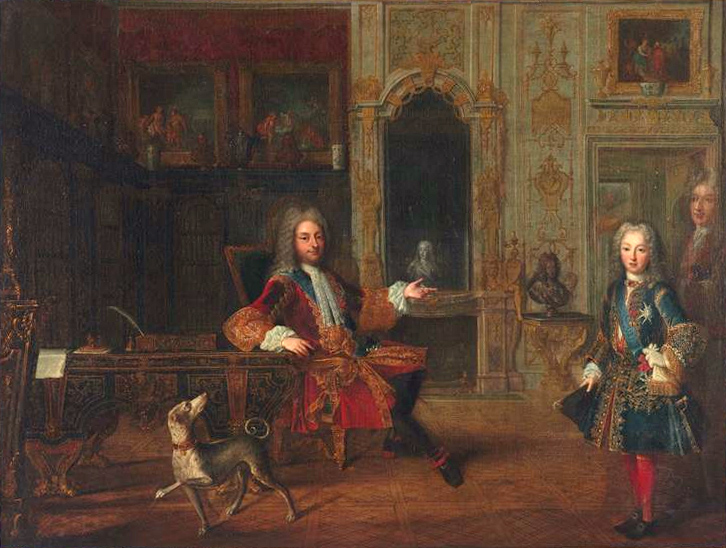
König Ludwig XV. (stehend) und der Regent Philipp II. von Orléans

Der Herzog von Orléans ließ den König nach und nach in politische Angelegenheiten einführen, wobei ihn Dubois unterstützte. Am 25. Oktober 1722 wurde Ludwig, wie alle französischen Könige, in Reims gesalbt. Dabei hatte, entgegen der Tradition, das Volk keinen Zugang zur Kathedrale. Hier zeigte sich die Unnahbarkeit des Königs, der anders als sein Vorgänger die Privatheit schätzte und das steife Hofzeremoniell ungern erfüllte. Vor großen Mengen wirkte er eher unsicher, konnte aber auch sehr herrisch auftreten. Mit dem Erreichen des 13. Lebensjahres im Februar 1723 wurde Ludwig volljährig. Er bestätigte den Kardinal Dubois in seinem Amt als Premierminister. Der Herzog von Orléans regierte faktisch weiterhin anstelle des Königs. Nach dem Tod des Kardinals im August desselben Jahres wurde der Herzog von Orléans neuer Premierminister. Nach dessen Tod im selben Jahr wurde Louis IV. Henri de Bourbon, prince de Condé Premierminister. Dieser wurde im Juli 1726 verbannt. Daraufhin übernahm der König im Alter von 16 Jahren die Regierung und ernannte Fleury zum leitenden Minister seines Kabinetts.
Bereits 1721 hatte der Regent den König, im Alter von zehn Jahren, mit der erst dreijährigen Maria Anna Viktoria von Spanien verlobt, zum Zwecke der Aussöhnung nach gewonnenem Krieg gegen Spanien, und hatte das Kleinkind zur weiteren Erziehung nach Paris geholt. Nachdem Ludwig 1725 aber eine schwere Erkrankung nur knapp überstanden hatte, wurde dieses Verlöbnis wieder aufgelöst und die Braut zur großen Verärgerung des spanischen Hofs wieder nachhause geschickt, denn man wollte schnellstmöglich einen Thronerben haben. Die Aussicht, im Falle eines vorzeitigen Todes Ludwigs den finsteren Sohn des verstorbenen Regenten, Louis I. de Bourbon, duc d’Orléans, auf dem Thron zu sehen, schreckte offenbar alle. Der Herzog von Bourbon suchte nun unter zahlreichen Kandidatinnen, die sich bereits in empfängnisfähigem Alter befanden, die acht Jahre ältere polnische Königstochter Maria Leszczynska aus. Am 5. September 1725 heiratete der Fünfzehnjährige sie.

### Politik

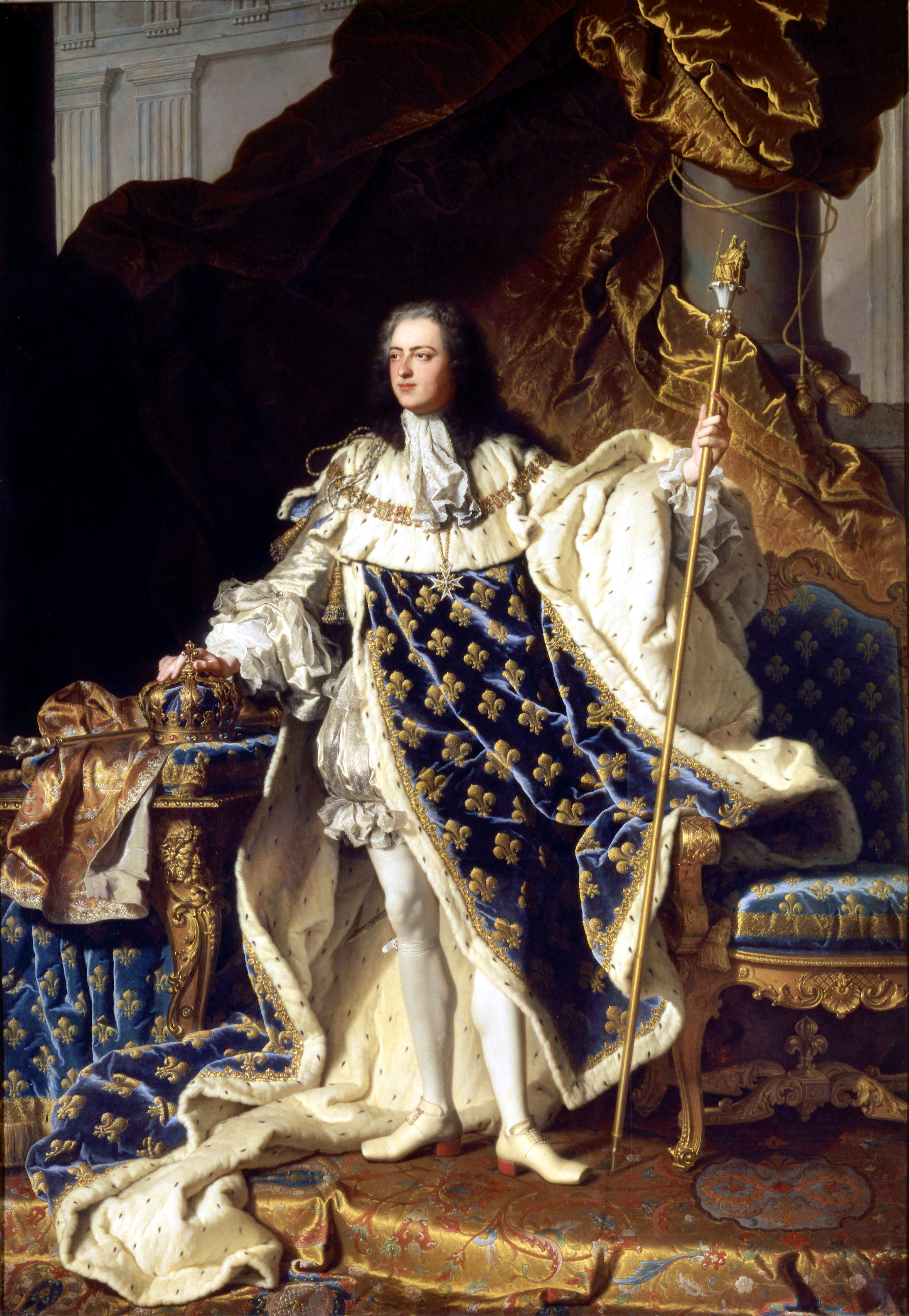
Ludwig XV., König von Frankreich und Navarra, gemalt von Hyacinthe Rigaud

In den ersten Jahrzehnten seiner Regierung war die Kolonialpolitik in Nordamerika erfolgreich. Zur Sicherung der Kolonien und Handelswege wurden Forts und Befestigungsanlagen gebaut. So erhielt etwa Montreal eine steinerne Stadtmauer, im Osten Neufrankreichs entstand unter großem Aufwand die Festung Louisbourg, und auch Québec wurde befestigt. Doch durch seine erfolglose Teilnahme am Siebenjährigen Krieg verlor er den größten Teil der französischen Kolonien in Nordamerika und auch in Indien an die Briten. Frankreich verlor im Ersten Frieden von Paris 1763 ganz Kanada und das historische Louisiana. Zu beachten ist hierbei, dass das unter Ludwig XIV. erworbene und nach ihm benannte Louisiana ein Gebiet umfasste, das im Norden durch Kanada begrenzt wurde und im Süden durch das damalige Neuspanien. Die Gebiete der beiden bourbonischen Mächte grenzten somit das englische Gebiet in Amerika komplett ein und waren territorial gesehen gewaltig. Von Frankreichs erheblichem Einfluss in Indien, welchen Ludwig in den sogenannten Karnatischen Kriegen verlor, blieben ihm nur die eigentlichen Besitzungen (Mahé, Karikal, Pondichéry, Yanaon, Chandernagor) und die weitläufigen Handelsprivilegien erhalten.
Aufgrund dieses herben kolonialpolitischen Rückschlages unterstützte Ludwig XV. die amerikanischen Siedler beim Widerstand gegen England, indem er Waffen lieferte und seine politische Unterstützung zusagte. Der Kampf der Siedler führte später zur amerikanischen Unabhängigkeit und 1783 zum für Frankreich siegreichen Zweiten Frieden von Paris, durch den das englische Kolonialreich ähnlich geschwächt wurde wie zwanzig Jahre zuvor die französische Kolonialpolitik. Für Frankreich konnte Ludwig das Herzogtum Lothringen und Korsika hinzugewinnen: Ersteres auf Grund der Heirat Franz Stephans von Lothringen, später Großherzog der Toskana, mit Maria Theresia; Lothringen ging zunächst an Ludwigs Schwiegervater, den gescheiterten polnischen Titularkönig Stanislaus Leszczyński – nach dessen Tod allerdings endgültig an Frankreich.
Unter der Regierung Ludwigs XV. wurde der jahrhundertealte Gegensatz zwischen Frankreich und Österreich beigelegt und die neue Allianz durch die Heirat Marie-Antoinettes, der Tochter Maria Theresias von Österreich, mit seinem Enkel, dem späteren Ludwig XVI., besiegelt. Die hiermit verbundene Umkehrung der Allianzen war ein wichtiger Bestandteil der Allianzenkoalition im Siebenjährigen Krieg. Leitender Minister war zwischen 1758 und 1770 Étienne-François de Choiseul. Er und Madame de Pompadour betrieben 1762 das Verbot des Jesuitenordens in Frankreich.

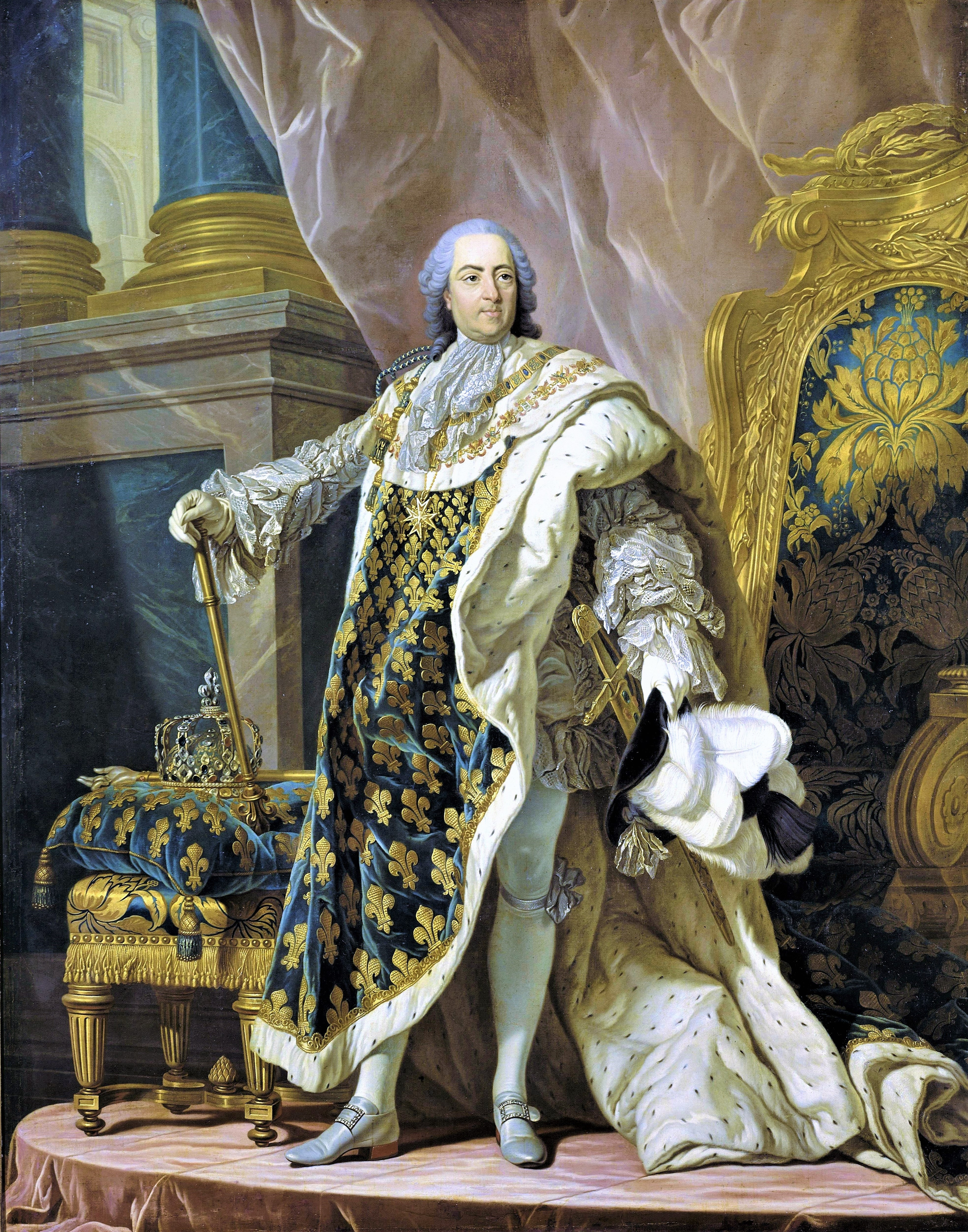
Ludwig XV.

Fast während seiner gesamten Regierung hatte Ludwig XV. mit dem Widerstand der Parlamente (Gerichtshöfe) zu kämpfen, die sich gegen jede Staatsreform sträubten. Im Jahre 1770 verbot der Monarch die Parlamente. Die obersten Richter und führende Abgeordnete wurden in die Verbannung geschickt oder zeitweilig ins Gefängnis geworfen. Damit hatte er bis zu seinem Tod Ruhe vor dieser Opposition. Außerdem gab es auch eine Adelsopposition, angeführt vom Herzog von Orléans und unterstützt von den Fürsten von Condé und Conti. Ludwig XV. konnte diese Gruppe zu seinen Lebzeiten in Schach halten. Sein Nachfolger sollte damit, wie auch mit den Parlamenten, noch große Probleme bekommen.
Am 5. Januar 1757 überlebte der König leicht verletzt ein Attentat. Der Attentäter Robert François Damiens wurde in Paris am 28. März 1757 öffentlich gevierteilt und verbrannt.
Am 29. April 1774 erkrankte der 64-jährige Monarch an den Pocken, denen er am 10. Mai erlag. Der Abbé de Véri (1724–1799) urteilte: „Niemals war Frankreich (vorher) so wohlhabend und so reich an Manufakturen, so ausgezeichnet durch eine Menge von Gelehrten, so gut bestückt mit angebauten Feldern und so vielen Einwohnern als unter der Regierung Ludwigs XV“. Tatsächlich aber war der Staat überschuldet, was 15 Jahre später in die Französische Revolution mündete.
Er wurde in der Grablege der französischen Könige, der Kathedrale von Saint-Denis, beigesetzt. Allerdings wurde auf die traditionellen und zeremoniellen Trauerfeierlichkeiten aufgrund der hohen Ansteckungsgefahr durch die Pocken weitgehend verzichtet. Bei der Plünderung der Königsgräber von Saint-Denis während der Französischen Revolution wurde sein Grab am 16. Oktober 1793 geöffnet und geplündert, seine Überreste wurden in einem Massengrab außerhalb der Kirche beerdigt.
Nach seinem Tode 1774 folgte sein Enkel Ludwig XVI. auf den Thron, da seine Söhne schon vor ihm gestorben waren – Louis Ferdinand 1765 und Philippe Louis 1733.

## Familie und Nachkommen
Einige Familienangehörige des Königs lehnten seinen Lebenswandel ab. Vor allem seine Frau und sein Sohn Ludwig waren sehr religiös eingestellt und wurden zum Haupt einer konservativen Opposition, die sich vor allem an der Mätressenwirtschaft des Königs störte. Besonderen Anstoß nahmen sie an der Mätresse Jeanne-Antoinette Poisson, da sie eine Bürgerliche und dennoch die am längsten währende Mätresse war (ab 23 Jahren bis zu ihrem Tod). Allerdings war diese religiöse Gruppe eine belächelte Minderheit am Versailler Hof und stellte nie eine ernsthafte Bedrohung für Ludwigs Herrschaft dar.
In den Jahren zwischen 1761 und 1768 verlor Ludwig zuerst seinen kleinen hoffnungsvollen Enkel, den Herzog von Burgund, dann 1765 seinen Thronfolger, 1767 folgte seine Schwiegertochter Maria Josepha Carolina von Sachsen und 1768 starb schließlich die Königin. In diese Zeit fällt auch der Tod der Madame Pompadour (1764).
1770 vermählte er seinen Enkel, den Herzog von Berry und zukünftigen Ludwig XVI., mit der Erzherzogin Marie-Antoinette, einer Tochter von Kaiserin Maria Theresia.

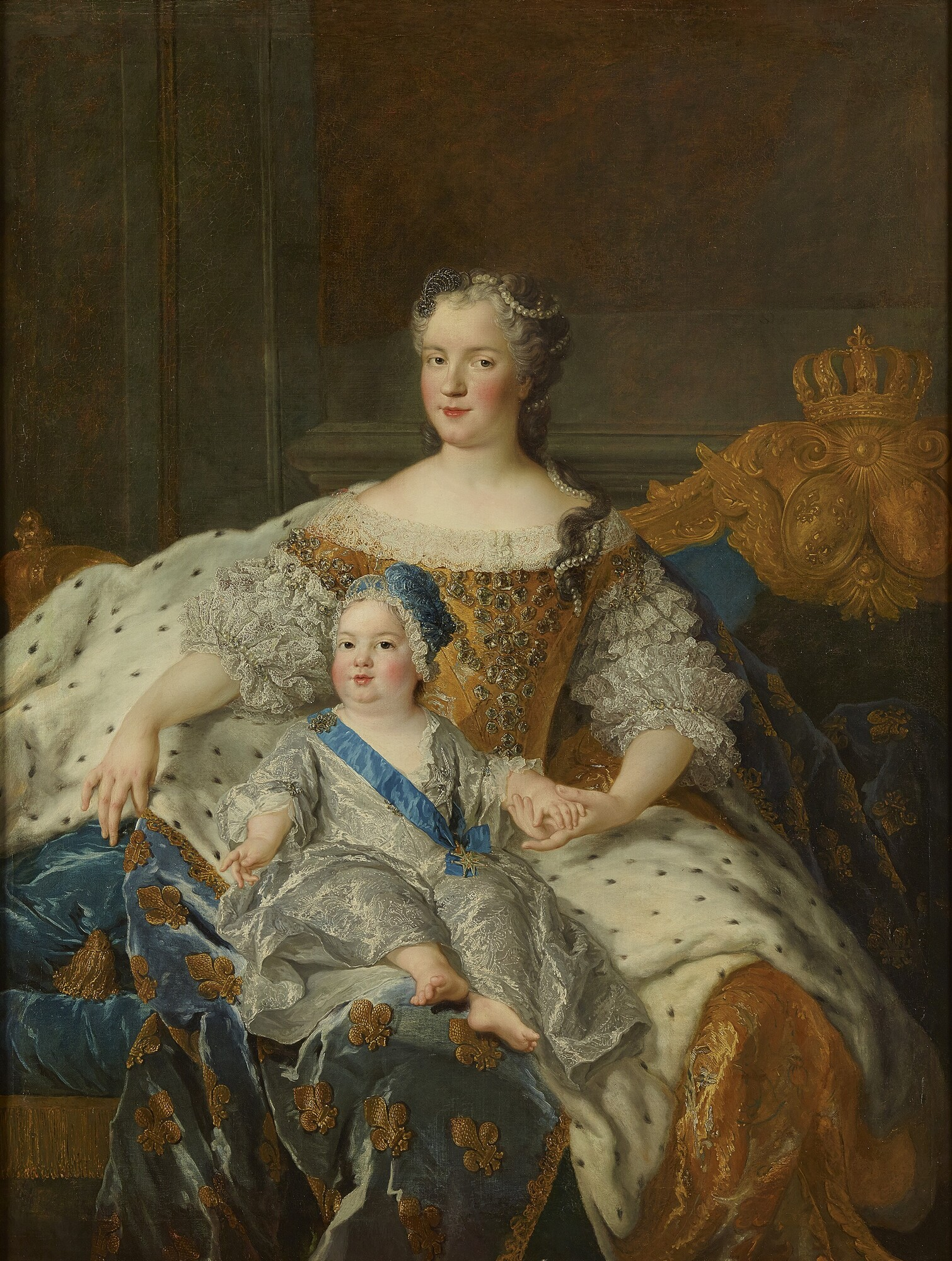
Königin Maria Leszczyńska mit dem ältesten Sohn Louis, um 1730

Ludwig hatte mit seiner Gemahlin Maria Leszczyńska folgende Nachkommen:
- Louise Elisabeth (Isabelle) (1727–1759) ⚭ Philipp, Herzog von Parma
- Anne Henriette (1727–1752)
- Marie Louise (28. Juli 1728 bis 19. Februar 1733)
- Louis Ferdinand (1729–1765) Dauphin, Vater von Ludwig XVI.
- Philippe Louis (30. August 1730 bis 7. April 1733), Herzog von Anjou (1730–1733)
- Marie Adélaïde (1732–1800)
- Victoire (1733–1799)
- Sophie (1734–1782)
- Thérèse Félicité (18. Mai 1736 bis 28. September 1744)
- Louise Marie (1737–1787)

## Mätressen und uneheliche Kinder
Ludwigs erste vier Geliebte waren Schwestern. Dominique Guillaume Lebel, sein erster Kammerdiener, suchte oft die Mätressen für ihn aus. Er hatte wie sein Vorgänger zahlreiche illegitime Kinder. Ihre genaue Zahl ist nicht bekannt, es ist wohl von mindestens acht auszugehen. Da er schlechte Erfahrungen mit den Nachkommen seines Urgroßvaters hatte, lehnte er es ab, die seinigen anzuerkennen. Er sorgte für ihre Erziehung und ihre gesellschaftliche Stellung, traf sie aber niemals bei Hof. Nur Louis Aimé de Bourbon erkannte er an.

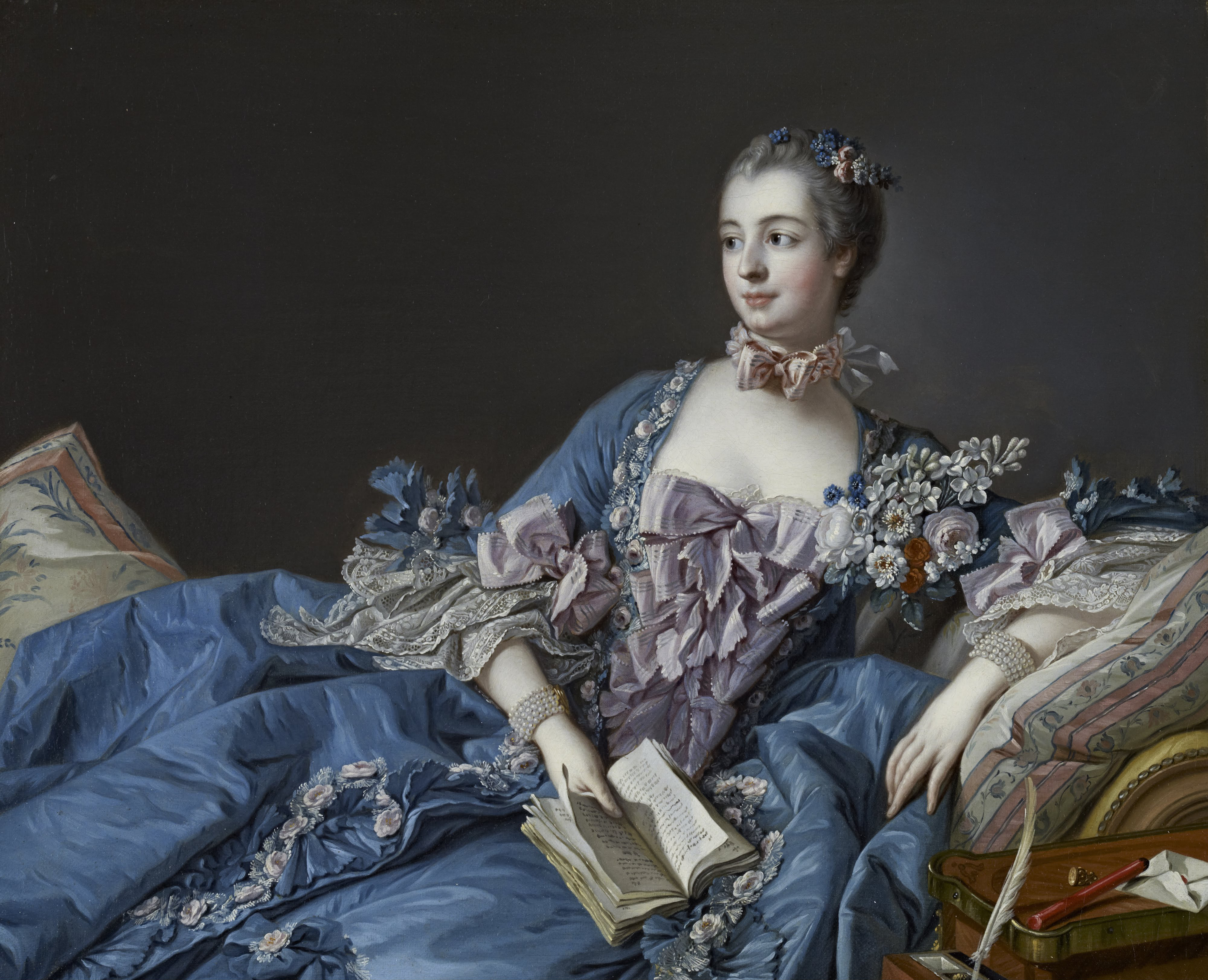
Madame de Pompadour war wahrscheinlich die bekannteste Mätresse von Ludwig XV. Porträt um 1750 von François Boucher

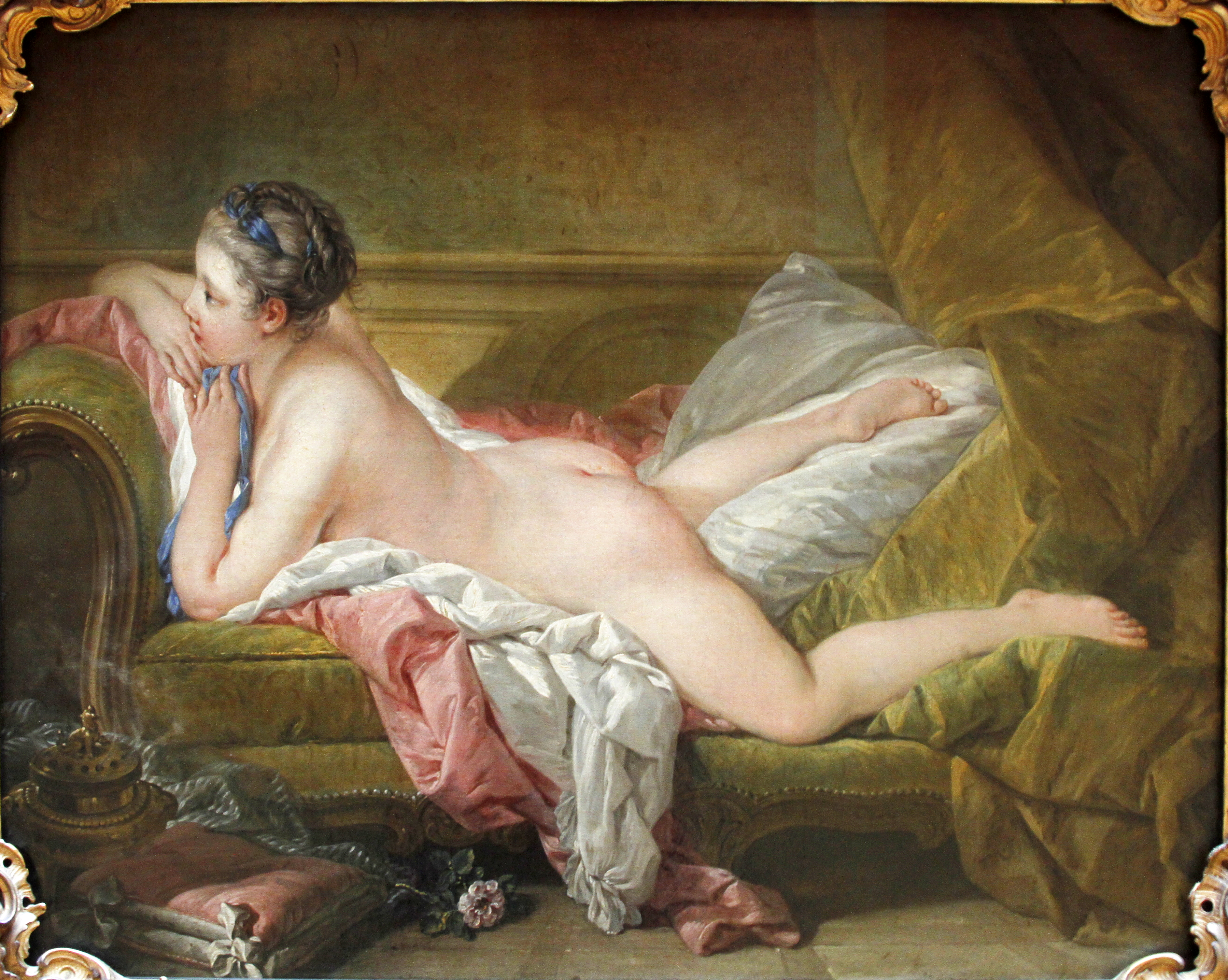
Marie-Louise O’Murphy versuchte die Pompadour aus ihrer Position zu verdrängen, Bild von François Boucher (1752)

Madame du Barry; Porträt von Élisabeth Vigée-Lebrun

- Louise-Julie, comtesse de Mailly-Nesle (1710–1751)
- Pauline Félicité de Mailly-Nesle (1712–1741) ⚭ Jean-Baptiste, comte de Vintimille
  - Charles de Vintimille du Luc (1741–1814)
- Diane-Adélaïde de Mailly-Nesle, duchesse de Lauraguais (1713–1760)
- Marie-Anne de Mailly-Nesle, marquise de La Tournelle, duchesse de Châteauroux (1717–1744)
- Jeanne-Antoinette Poisson, Dame Le Normant d’Étiolles, Marquise de Pompadour, Duchesse de Ménars (1721–1764)
- Marie-Louise O’Murphy (1737–1814)
  - Agathe Louise de Saint-Antoine de Saint-André (1754–1774) ⚭ (1773) René-Jean-Mans de La Tour du Pin
- Françoise de Châlus (1734–1821) ⚭ Jean-François, duc de Narbonne-Lara
  - Philippe, duc de Narbonne-Lara (1750–1834)
  - Louis, comte de Narbonne-Lara (1755–1813)
- Marguerite-Catherine Haynault (1736–1823)
  - Agnès Louise de Montreuil (1760–1837)
  - Anne Louise de La Réale (1763–1831)
- Lucie-Madeleine d’Estaing (1743–1826)
  - Agnès Lucie Auguste (1761–1822)
  - Aphrodite Lucie Auguste (1763–1819)
- Anne Couppier de Romans, baronesse de Meilly-Coulonge (1737–1808)
  - Louis Aimé de Bourbon (1762–1787), Abt
- Louise Jeanne Tiercelin de La Colleterie (1746–1779)
  - Benoît Louis Le Duc (1764–1837), Abt
- Irène du Buisson de Longpré ⚭ (1747) Charles François Filleul
  - Julie Filleul (1751–1822)

1. ⚭ Abel François Poisson de Vandières, marquis de Marigny
2. ⚭ François de La Cropte, marquis de Bourzac

- Catherine Éléonore Bénard (1740–1769)
  - Adélaïde de Saint-Germain, comtesse de Montalivet (1769–1850)
- Marie Thérèse Françoise Boisselet (1731–1800)
  - Charles Louis Cadet de Gassicourt (1769–1821) ⚭ Madeleine Félicité Baudet
- Marie-Jeanne Bécu, comtesse du Barry (1743–1793)

## Vorfahren
|  |                                                         |  |  |  |  |  |  |  |  |  |  |  |  |
|  | Ludwig XIV. König von Frankreich (1638–1715)            |  |  |  |  |  |  |  |  |  |  |  |  |
|  |                                                         |  |  |  |  |  |  |  |  |  |  |  |  |
|  |                                                         |  |  |  |  |  |  |  |  |  |  |  |  |
|  | Louis von Frankreich, Dauphin von Viennois (1661–1711)  |  |  |  |  |  |  |  |  |  |  |  |  |
|  |                                                         |  |  |  |  |  |  |  |  |  |  |  |  |
|  |                                                         |  |  |  |  |  |  |  |  |  |  |  |  |
|  | Maria Teresa von Spanien (1638–1683)                    |  |  |  |  |  |  |  |  |  |  |  |  |
|  |                                                         |  |  |  |  |  |  |  |  |  |  |  |  |
|  |                                                         |  |  |  |  |  |  |  |  |  |  |  |  |
|  | Ludwig von Frankreich, Herzog von Burgund (1682–1712)   |  |  |  |  |  |  |  |  |  |  |  |  |
|  |                                                         |  |  |  |  |  |  |  |  |  |  |  |  |
|  |                                                         |  |  |  |  |  |  |  |  |  |  |  |  |
|  | Ferdinand Maria Kurfürst von Bayern (1636–1679)         |  |  |  |  |  |  |  |  |  |  |  |  |
|  |                                                         |  |  |  |  |  |  |  |  |  |  |  |  |
|  |                                                         |  |  |  |  |  |  |  |  |  |  |  |  |
|  | Maria Anna Victoria von Bayern (1660–1690)              |  |  |  |  |  |  |  |  |  |  |  |  |
|  |                                                         |  |  |  |  |  |  |  |  |  |  |  |  |
|  |                                                         |  |  |  |  |  |  |  |  |  |  |  |  |
|  | Prinzessin Adelaide Henriette von Savoyen (1636–1676)   |  |  |  |  |  |  |  |  |  |  |  |  |
|  |                                                         |  |  |  |  |  |  |  |  |  |  |  |  |
|  |                                                         |  |  |  |  |  |  |  |  |  |  |  |  |
|  | Ludwig XV. König von Frankreich (1710–1774)             |  |  |  |  |  |  |  |  |  |  |  |  |
|  |                                                         |  |  |  |  |  |  |  |  |  |  |  |  |
|  |                                                         |  |  |  |  |  |  |  |  |  |  |  |  |
|  | Karl Emanuel II. Herzog von Savoyen (1634–1675)         |  |  |  |  |  |  |  |  |  |  |  |  |
|  |                                                         |  |  |  |  |  |  |  |  |  |  |  |  |
|  |                                                         |  |  |  |  |  |  |  |  |  |  |  |  |
|  | Viktor Amadeus II. Herzog von Savoyen (1666–1732)       |  |  |  |  |  |  |  |  |  |  |  |  |
|  |                                                         |  |  |  |  |  |  |  |  |  |  |  |  |
|  |                                                         |  |  |  |  |  |  |  |  |  |  |  |  |
|  | Maria Johanna von Savoyen (1644–1724)                   |  |  |  |  |  |  |  |  |  |  |  |  |
|  |                                                         |  |  |  |  |  |  |  |  |  |  |  |  |
|  |                                                         |  |  |  |  |  |  |  |  |  |  |  |  |
|  | Maria Adelaide von Savoyen (1685–1712)                  |  |  |  |  |  |  |  |  |  |  |  |  |
|  |                                                         |  |  |  |  |  |  |  |  |  |  |  |  |
|  |                                                         |  |  |  |  |  |  |  |  |  |  |  |  |
|  | Philippe von Frankreich, Herzog von Orléans (1640–1701) |  |  |  |  |  |  |  |  |  |  |  |  |
|  |                                                         |  |  |  |  |  |  |  |  |  |  |  |  |
|  |                                                         |  |  |  |  |  |  |  |  |  |  |  |  |
|  | Anne Marie d’Orléans (1669–1728)                        |  |  |  |  |  |  |  |  |  |  |  |  |
|  |                                                         |  |  |  |  |  |  |  |  |  |  |  |  |
|  |                                                         |  |  |  |  |  |  |  |  |  |  |  |  |
|  | Henrietta Anne von England (1644–1670)                  |  |  |  |  |  |  |  |  |  |  |  |  |
|  |                                                         |  |  |  |  |  |  |  |  |  |  |  |  |
|  |                                                         |  |  |  |  |  |  |  |  |  |  |  |  |

## Wertung
Ludwig XV. wird oft für die Missstände verantwortlich gemacht, die unter Ludwig XVI. zur Französischen Revolution führten. Peter Claus Hartmann oder Jacques Levron bemühen sich jedoch, Ludwig XV. als missverstandene Person darzustellen. Hartmann bezeichnet ihn, zusammen mit Heinrich IV., als „den intelligentesten Bourbonen“.

## Ehrungen
Nach ihm benannt ist die Pflanzengattung Lodoicea Comm. ex DC. aus der Familie der Palmen (Arecaceae) mit der einzigen Art der Seychellenpalme.